# Катепсин L2
Катепсин L2 (также катепсин V, иногда именуется катепсин V/L2) - катепсин человека, кодируемый геном CTSL2 на 9-й хромосоме. Впервые описан в 1998 году; индекс L2 говорит о высоком сходстве белка с катепсином L. Экспрессия белка отмечается преимущественно в многослойном эпителии и особенно сильна в эпителии роговицы. Катепсин L2 является цистеиновой протеазой.

## Исследования на животных
При искусственно вызванном недостатке катепсина L2 у грызунов отмечаются изменения ряда тканей - тимуса, эпидермиса, фолликулов, развивается дилатационная кардиомиопатия.

## Клиническое значение
Повышенная экспрессия катепсина L2, наряду с повышенной экспрессией других катепсинов, может играть роль в патогенезе кератоконуса, в частности, как предполагают авторы исследования, в формировании H2O2, инициации апоптоза клеток,  разрушении Боуменовой мембраны.